# Anthurium barbacoasense
Anthurium barbacoasense Engl., 1905 è una pianta della famiglia delle Aracee, endemica del Perù.

## Distribuzione e habitat
Il suo habitat sono le foreste costiere umide.

## Conservazione
La Lista rossa IUCN classifica Anthurium barbacoasense come specie in pericolo di estinzione (Endangered). È minacciata dalla riduzione del suo habitat naturale, causata dal disboscamento, dallo sviluppo urbano e dall'agricoltura. Infatti cresce sugli alberi, in condizioni umide, perciò ogni riduzione della foresta interessa direttamente la specie.